# Tüzestorkú kolibri
A tüzestorkú kolibri vagy északi kolibri (Archilochus colubris) a madarak (Aves) osztályának sarlósfecske-alakúak (Apodiformes) rendjébe, ezen belül a kolibrifélék (Trochilidae) családjába tartozó faj.

## Rendszerezése
A fajt Carl von Linné svéd természettudós írta le 1758-ban, a Trochilus nembe Trochilus Colubris néven.

## Előfordulása
Észak-Amerika keleti felén költ. Közép-Amerikában, illetve a Karib-tenger szigetein telel. Természetes élőhelyei a mérsékelt övi erdők, szubtrópusi és trópusi síkvidéki és hegyi esőerdők, száraz erdők és cserjések, valamint másodlagos erdők, vidéki kertek és városias környezet. Vonuló faj.

## Megjelenése
Átlagos testhossza 10 centiméter, szárnyfesztávolsága 12 centiméter, testtömege pedig 3 gramm. A hím tollazata zöldes-kékes sárgás, a torka, illetve begye tűzpiros. A kolibrik között ennek a madárnak van a legkevesebb tolla.
|  |  |

|  |  |

## Életmódja
Rovarokkal és nektárral táplálkozik. Minden évben hosszú vándorútra indul, a tenger felett nem tud táplálkozni, ezért tartalékot szed fel magára. Több mint 3000 kilométeres távolságot tesz meg az USA keleti részein található fészkelőhelyétől a telelőhelyig. A Mexikói-öböl fölött egy több mint 1000 kilométeres szakaszt pihenő nélkül hagy maga mögött. A szabad természetben megfigyelt legöregebb madár 5 éves volt.

## Szaporodása
A költési időszak márciustól júliusig tart. Egyszer, esetleg kétszer költ évente. Fészekalja 1-2 tojásból áll, melyen 16 napig kotlik. A fiatalok 22-24 napos korban hagyják el a fészket.

## Természetvédelmi helyzete
Az elterjedési területe rendkívül nagy, egyedszáma pedig növekszik. A Természetvédelmi Világszövetség Vörös listáján nem fenyegetett fajként szerepel.